# Piera Trivelli
Piera Trivelli Ricci (1933) es una botánica, micóloga, profesora, taxónoma, conservadora, y exploradora italiana.

## Carrera
Desarrolló actividades académicas y científicas en el Laboratorio de Biodiversidad de hongos, en la Universidad de Pavía.

## Algunas publicaciones
- a.  Schiavi, pietra Trivelli. 1961. Modificazioni del potere antifinigino dei formulati a base di zineb doiio due a sei anni d'immigazzinamento. Notiziario sulle Malattie delle Piante 56 (35): 59 - 72.

## Honores

### Membresías
- Società Botanica Italiana.[5]

- La abreviatura «Trivelli» se emplea para indicar a Piera Trivelli como autoridad en la descripción y clasificación científica de los vegetales.[6]